# Aleksandr Jewtuszenko
Aleksandr Aleksandrowicz Jewtuszenko (ros. Александр Александрович Евтушенко; ur. 30 czerwca 1993 w Majkopie) – rosyjski kolarz torowy i szosowy, brązowy medalista torowych mistrzostw świata i dwukrotny medalista mistrzostw Europy.

## Kariera
Pierwszy sukces w karierze osiągnął w 2013 roku, kiedy zdobył srebrny medal w indywidualnym wyścigu na dochodzenie podczas torowych mistrzostw świata młodzieżowców. Na rozgrywanych rok później mistrzostwach Europy w Baie-Mahault wywalczył srebrny medal w tej samej konkurencji. W tym samym roku zdobył też brązowy medal w indywidualnej jeździe na czas na szosowych mistrzostwach Europy młodzieżowców w Nyonie. Następnie wspólnie z kolegami zdobył brązowy medal w drużynowym wyścigu na dochodzenie podczas mistrzostw Europy w Berlinie. Ponadto na mistrzostwach świata w Apeldoorn w 2018 roku zajął trzecie miejsce w indywidualnym wyścigu na dochodzenie. W zawodach tych wyprzedzili go jedynie Włoch Filippo Ganna i Ivo Oliveira z Portugalii.